# Erinn Westbrook
Erinn Veronica Westbrook est une actrice, chanteuse, danseuse et mannequin afro-américaine, née le 12 janvier 1988, à Long Island (New York).
Elle se fait connaître, à la télévision, grâce aux rôles récurrents qu'elle occupe dans des séries télévisées comme Mr. Box Office (2012-2013), Glee (2013), Awkward (2014-2015), Insatiable (2018-2019), The Resident (2019-2020) et Riverdale (2021).

## Biographie
Elle est diplômée de l'université de Havard dans les spécialités littérature anglaise, américaine et langue ainsi qu'un diplôme d'étude secondaire en arts dramatiques et une certification avancée en espagnol.
Puis, elle commence une carrière dans le mannequinat, à Los Angeles, et travaille notamment pour l'agence Ford. C'est ainsi qu'en 2013, elle est considérée comme un mannequin / actrice, à surveiller. Elle pose pour divers magazines comme Seventeen et Cosmopolitan et elle est aussi mannequin pour des marques comme Nike, Nordstrom, TJ Maxx.
En parallèle, elle commence une carrière de journaliste à la télévision qui lui donne l'envie de jouer la comédie. Elle décroche son premier rôle régulier dans la sitcom comique Mr. Box Office avec Bill Bellamy, Vivica A. Fox et Jon Lovitz. La même année, elle décroche un rôle mineur dans un long métrage réalisé par l'actrice Lake Bell, la comédie In a World…. Côté télévision, elle rejoint la distribution récurrente de la première partie de la cinquième saison de la série musicale Glee dans laquelle l'actrice met aussi en avant ses notions de chant et de danse.
Elle enchaîne ensuite les rôles d'invitée dans diverses séries télévisées : apparaissant ainsi dans un épisode de Supernatural, Bones, Constantine, Stitchers. Entre 2014 et 2016, elle joue un rôle récurrent dans les dernières saisons de la série du réseau MTV, Awkward. Suivront d'autres apparitions isolées comme dans Jane the Virgin, The Night Shift, ou encore un second rôle dans un téléfilm sentimental Un domaine en héritage, aux côtés de Margo Harshman.
En 2017, elle rejoint la distribution principale d’une série développée par le réseau USA Network, intitulée The Tap, le projet est finalement abandonné et ne dépasse pas le stade de pilote.
En 2018, c’est ainsi qu’elle rejoint la distribution récurrente de la comédie satirique Insatiable. Initialement prévue pour être diffusée par le réseau The CW, c'est finalement Netflix qui acquiert les droits et commande une saison complète. La série crée une large controverse dès sa bande-annonce : bien que soulignant un style très décalé, cette comédie grinçante est notamment accusée de grossophobie et d'homophobie,.
En dépit d'un accueil controversé donc, Insatiable est renouvelée pour une seconde saison, grâce à un certain engouement du public. Cependant, en début d'année 2020, Netflix confirme l'annulation de la série à l'issue de cette deuxième partie,.
Entre-temps, elle joue dans un épisode de la série fantastique Legacies, appartenant à l'univers télévisuel de Vampire Diaries et elle rejoint la distribution récurrente de la série médicale The Resident,.
Elle est ensuite choisie pour interpréter Tabitha Tate, petite-fille de Pop Tate, célèbre patron et cuisinier de la série Riverdale, à partir de la cinquième saison,.

## Filmographie

### Cinéma

#### Courts métrages
- 2012 : The Debut de Tatianna Kantorowicz : Sofia Cross

#### Longs métrages
- 2013 : In a World… de Lake Bell : Reality Girl 3
- 2016 : 72 Hours: A Brooklyn Love Story? de Raafi Rivero : Jazz

### Télévision

#### Séries télévisées
- 2011 : 1000 Ways to Die : Angela (1 épisode)
- 2012 : Switched : Jessica (1 épisode)
- 2012 - 2013 : Mr. Box Office : Danielle (22 épisodes)
- 2013 : Doggyblog : Remy (1 épisode)
- 2013 : Twisted : Sydney (1 épisode)
- 2013 : See Dad Run : Meredith (2 épisodes)
- 2013 : Glee : Bree (saison 5, 7 épisodes)
- 2014 : Supernatural : Tamara (1 épisode)
- 2014 : Bones : Brenda (1 épisode)
- 2014 - 2015 : Awkward : Gabby Richards (17 épisodes)
- 2015 : Constantine : Lily (1 épisode)
- 2015 : Stitchers : Nikki Fox (1 épisode)
- 2015 : NCIS : Enquêtes spéciales : Hanna Friedgen (1 épisode)
- 2016 : Jane the Virgin : Natalie Tanner (2 épisodes)
- 2016 : The Night Shift : Kelly Anne (1 épisode)
- 2016 : How to Be a Vampire : Klara (5 épisodes)
- 2017 : Life After First Failure : Mandi-Ann Deandre (3 épisodes)
- 2017 : The Tap : Gloria Murphy (Pilote non retenu par USA Network)
- 2018 : Legacies : Cassie (1 épisode)
- 2018 - 2019 : Insatiable : Magnolia Barnard (19 épisodes)
- 2019  - 2020 : The Resident : Adaku Eze (7 épisodes)
- 2021-2023: Riverdale : Tabitha Tate

#### Téléfilm
- 2017 : Un domaine en héritage de Bradford May : Liz Preston